# Пакенем, Элизабет, 1-я графиня Лонгфорд
Элизабет Пакенем, 1-я графиня Лонгфорд (до замужества — Элизабет Кафф) (англ. Elizabeth Pakenham, 1st Countess of Longford; 1719 — 27 января 1794) — ирландская дворянка. Жена Томаса Пакенема, 1-го барона Лонгфорда, и мать Эдварда Майкла Пакенема, 2-го барона Лонгфорда, и бабушка Томаса Пакенема, 2-го графа Лонгфорда.

## Биография
Была крещена 26 июля 1719 года. Единственная дочь Майкла Каффа (1694—1744), депутата Ирландской палаты общин, и его жены Фрэнсис Сэндфорд (? — 1757), которая вела своё происхождение от Джорджа Фицджеральда, 16-го графа Килдэра (1612—1660) .
5 марта 1740 года Элизабет Кафф вышла замуж за Томаса Пакенема, 1-го барона Пакенема (май 1713 — 30 апреля 1766). У супругов было семеро детей:
- Эдвард Пакенем, 2-й барон Лонгфорд[англ.] (1 апреля 1743 — 3 июня 1792), который женился на Кэтрин Роули. Их старший сын Томас Пакенем (1774—1835), стал 2-м графом Лонгфордом.
- Достопочтенная Фрэнсис Пакенем (1744—1779), вышедшая замуж за Джона Ормсби Ванделера (1750—1777)
- Достопочтенный Роберт Пакенем (? — 1775), член парламента Ирландии[5]
- Достопочтенная Хелена Пакенем (1745—1777), вышедшая замуж за Уильяма Шерлока
- Достопочтенная Мэри Пакенем (1749—1775), вышедшая замуж за Томаса Фортескью[6]
- Достопочтенный Уильям Пакенем (1756—1769), умерший в детстве
- Адмирал сэр Томас Пакенем (1757 — 2 февраля 1836), женившийся на Луизе Стейплс.

В 1756 году баронство Лонгфорд, принадлежавшее двоюродным дядям Элизабет, Фрэнсису Онжеру, 1-му графу Лонгфорду (1632—1700), и Амвросию Онжеру, 2-му графу Лонгфорду (1649—1704), было возрождено, когда её муж Томас Пакенем был назначен бароном Лонгфордом в системе Пэрства Ирландии. В 1785 году графство было восстановлено, и леди Лонгфорд стала самостоятельной графиней Лонгфорд.
Семейными резиденциями были Пакенхэм-холл в графстве Уэстмит и замок Лонгфорд в графстве Лонгфорд (снесен в 1972 году).
Графиня Лонгфорд пережила своего мужа, который умер в апреле 1766 года в возрасте 52 лет. Его титул унаследовал их старший сын Эдвард. Когда графиня умерла в январе 1794 года в возрасте 74 лет, графство ей унаследовал её внук Томас.